# María Hernández Pérez
María Hernández Pérez (España, 1985) es una activista feminista española, primera concejala de etnia gitana en el Ayuntamiento de León

## Biografía
Es hija de un padre gitano y una madre paya. Le gusta definirse como torrefacta.Trabaja desde los 16 años. Estudió patronaje y se puso a trabajar por necesidad. En Secretariado Gitano la animaron a estudiar una carrera y decidió estudiar Ciencias Políticas en la UNED.
Además es activista feminista, y concejala del grupo León Despierta en el Ayuntamiento de León desde el año 2015.

Hay ámbitos en los que la comunidad gitana aún tienen muchas carencias. Uno de ellos es la salud, según recoge un informe de la Estrategia Nacional para la Inclusión Social de la Población Gitana en España.